# 邊寵
邊寵（1468年—？），字汝嘉，直隸河間府任丘縣人，官籍，明朝政治人物。

## 生平
弘治五年（1492年）壬子科順天鄉試第十舉人，弘治十二年（1499年）中式己未科倫文敘榜會試一百四十四名，三甲第一百四十五名進士。官至吏部文選司主事。

## 家族
曾祖邊復初，百户、贈左副都御史；祖邊永，户部郎中、贈左副都御史；父邊錠，義官。母王氏。具庆下。兄邊宜。